# Steatorroe
Steatorroe, in de oude spelling steatorrhoea, ook wel steatorree of vetdiarree genoemd is een symptoom in de geneeskunde waarbij de ontlasting ongewoon veel vet bevat, veroorzaakt doordat vet in het spijsverteringsstelsel niet goed wordt verteerd.

## Oorzaken
Dit symptoom kan de volgende oorzaken hebben:
- onvoldoende beschikbaarheid van lipase door sterk verminderde functie van de alvleesklier;
- galzuurtekort (door bacteriële overgroei in de dunne darm of verstopping van de galgang);
- onvoldoende absorptie van vetten door de dunne darm (bijvoorbeeld als gevolg van spruw, voedselallergie enz.)
- kan ontstaan als chronische klacht na  giardiasis; een infectie met de parasiet Giardia lamblia (synoniemen: G. duodenalis, G. intestinalis).

De ontlasting heeft meestal een wat ongewone kleur en geur, en plakt meer dan normaal aan de toiletpot. De ernst van de steatorroe wordt gemeten door het vetpercentage in het laboratorium te bepalen. Bij verlies met de ontlasting van meer dan 10 gram vet per dag wordt steatorroe geacht aanwezig te zijn.
Steatorree en fecale incontinentie met verlies van oranje vloeibare feces komt ook voor bij het gebruik van orlistat. Dit geneesmiddel, bekend als Alli is een afslankproduct dat het lipase inhibeert. Hierdoor worden vetten niet afgebroken en worden ze via de darm terug uitgescheiden. Het gebruik hiervan in combinatie van een vetrijk maaltijd zal dit als gevolg geven.
Ook het overmatig gebruik van olestra, een vetzuur dat niet wordt afgebroken door het lichaam en door de darm weer uitgescheiden wordt kan steatorree veroorzaken. Ze worden onder andere toegevoegd aan chips maar laatste jaren worden ze minder toegevoegd.

## Gevolgen
Bij langdurige diarree verliest het lichaam veel vocht, maar ook waardevolle stoffen als vitamines en mineralen. Het lichaam kan uitdrogen en ondervoed raken.
De zuurgraad van de darminhoud wijzigt, waardoor dit een voedingsbodem is voor diverse schadelijke bacteriën. Uiteindelijk kan het darmslijmvlies beschadigd raken.

## Behandeling
De behandeling van steatorroe bestaat uit het  achterhalen van de oorzaak van de verminderde productie van pancreasenzymen en zo nodig suppleren, verbeteren galfunctie en vetinname met de voeding verminderen en/of verbeteren.